# ریسکوژینو
ریسکوژینو (به لاتین: Ryskuzhino) یک منطقهٔ مسکونی در روسیه است که در باشقیرستان واقع شده‌است.